# Ильино (Вязниковский район)
Ильино — упразднённая деревня в Вязниковском районе Владимирской области России.

## География
Урочище находится в северо-восточной части области, в зоне хвойно-широколиственных лесов, в пределах Волжско-Окского междуречья, к востоку от реки Тетрух, на расстоянии примерно 20 километров (по прямой) к юго-западу от города Вязники, административного центра района.

### Климат
Климат характеризуется как умеренно континентальный. Средняя температура воздуха самого холодного месяца (января) — −11,1 °C (абсолютный минимум — −48 °С), средняя максимальная температура воздуха (июля) — +23,3 °С (абсолютный максимум — +37 °С). Годовое количество атмосферных осадков составляет около 607 мм, из которых 413 мм выпадает в период с апреля по октябрь.

## История
В «Списке населенных мест Владимирской губернии по сведениям 1859 года» населённый пункт упомянут как удельная деревня Судогодского уезда, расположенная при колодцах, в 63 верстах от уездного города. В деревне насчитывалось 3 двора и проживало 42 человека (26 мужчин и 16 женщин).
По состоянию на 1905 год, в Ильине имелось 4 двора и проживало 28 человек. В административном отношении деревня входила в состав Воскресенской волости.
По данным 1926 года в деревне имелось 7 крестьянских хозяйств и проживало 32 человека (17 мужчин и 15 женщин). Являлась частью Полево-Андреевского сельсовета.